# Prix Moron
Le prix Moron ou Grand prix Moron est un prix de l'Académie française annuel de philosophie de la fondation Renaudin, créé en 1987 et « attribué à l’auteur français d’un ouvrage ou d’une œuvre favorisant une nouvelle éthique » .

## Liste des lauréats

### Années 1990
- 1991 : 
  - Raymond Boudon pour L'art de se persuader, des idées douteuses, fragiles ou fausses
  - Michel Lacroix pour De la politesse. Essai sur la littérature du savoir-vivre
- 1992 :
  - Alain Finkielkraut pour Le Mécontemporain : Charles Péguy, lecteur du monde moderne
  - Michel Maffesoli pour La Transfiguration du politique
- 1993 : Jacques Testart pour Le Désir du gène
- 1994 : Nayla Farouki pour La Relativité
- 1995 : Jean de Maillard pour Crimes et lois
- 1996 : Marcel Conche pour l'ensemble de son œuvre
- 1997 : Agnès Minazzoli pour L’Homme sans image. Une anthropologie négative
- 1998 : Anne Baudart pour La Morale et sa philosophie
- 1999 : Lucien Jerphagnon pour l'édition des Œuvres de saint Augustin

### Années 2000
- 2000 : Prix non décerné
- 2001 : Régis Debray pour Introduction à la médiologie et Cours de médiologie
- 2002 : Marcel Hénaff pour Le Prix de la Vérité : Le don, l’argent, la philosophie
- 2003 : Christiane Frémont pour Singularités, Individus et religions dans le système de Leibniz
- 2004 : Marc Lachièze-Rey pour Au-delà de l'Espace et du temps : La nouvelle physique
- 2005 : Florence Ehnuel pour L'Amour conjugué : essai sur le conjugal et l'adultère
- 2006 : Pascal Picq pour Nouvelle histoire de l’Homme
- 2007 : Trịnh Xuân Thuận, professeur d'astronomie de l'université de Virginie pour son livre de vulgarisation « Les Voies de la lumière: Physique et métaphysique du clair-obscur »[2]
- 2008 : Pierre Manent pour Enquête sur la démocratie. Études de philosophie politique
- 2009 : Dominique Guillo pour Des chiens et des humains

### Années 2010
- 2010 : Claude Romano pour l'ensemble de son œuvre sur la phénoménologie
- 2011 : non décerné
- 2012 : Corine Pelluchon pour Éléments pour une éthique de la vulnérabilité. Les hommes, les animaux, la nature
- 2013 : Sylviane Agacinski pour Femmes entre sexe et genre
- 2014 : Jean-Marc Drouin pour « Philosophie de l’insecte »[3]
- 2015 : Olivier Houdé pour Apprendre à résister
- 2016 : Jacques Lecomte pour La Bonté humaine. Altruisme, empathie, générosité
- 2017 : Luc-Alain Giraldeau pour Dans l’œil du pigeon. Évolution, hérédité et culture[4]
- 2018 : Frédéric Worms pour l'ensemble de son œuvre
- 2019 : Barbara Stiegler pour « Il faut s’adapter ». Sur un nouvel impératif politique

### Années 2020
- 2020 : Édouard Mehl pour Descartes et la fabrique du monde. Le problème cosmologique de Copernic à Descartes
- 2021 : Vinciane Despret pour l'ensemble de son œuvre
- 2022 : Sandra Laugier pour l'ensemble de ses travaux philosophiques
- 2023 : Jean-Marie Salamito pour Travailleuses, travailleurs ! Les Pères de l’Église et l’économie
- 2024 : Daniel S. Milo pour La Survie des médiocres. Critique du darwinisme et du capitalisme
- 2025 : Frère François Cassingena-Trévedy pour Paysan de Dieu